# Francisco Grahl
Francisco Guillermo Grahl (San Justo, Argentina; 14 de septiembre de 1991) es un futbolista argentino. Juega como mediocentro en el Real Estelí de la Primera División de Nicaragua.

## Trayectoria

### Boca Juniors
Debutó al mando de Roberto Pompei contra Olimpo. Durante un partido contra Independiente, sufrió una patada del rival que le causó la rotura los ligamentos cruzados de la rodilla derecha. Se recuperó y volvió a entrar en consideración del DT de la Reserva. En 2011 jugó medio torneo y Boca decide comprarle el 80% del pase, firmando contrato por 3 años. En un partido frente a Unión, tras lesionarse solo; Descubren que sufría osteocondritis en la rodilla derecha.
Para el 2024 refuerza el Sport Boys de Perú, jugando 16 partidos y logrando anotar 1 gol. Fue habitual pieza de recambio en el club rosado. A final de temporada no se le renueva su contrato.

## Clubes
Actualizado de acuerdo al último partido jugado el 29 de octubre de 2023.
| Club                    | País                | Año                 | PJ  | G  | Prom. |
| ----------------------- | ------------------- | ------------------- | --- | -- | ----- |
| Almirante Brown         | Argentina           | 2008-2011           | 6   | 0  | 0,00  |
| Boca Juniors            | Argentina           | 2011-2013           | 1   | 0  | 0,00  |
| Almirante Brown         | Argentina           | 2013-2014           | 32  | 6  | 0,19  |
| Atlético Tucumán        | Argentina           | 2014-2016           | 38  | 2  | 0,05  |
| Almagro                 | Argentina           | 2016-2017           | 40  | 3  | 0,07  |
| Atlético Tucumán        | Argentina           | 2017-2018           | 20  | 0  | 0,00  |
| San Martín (SJ)         | Argentina           | 2018-2019           | 14  | 1  | 0,07  |
| Aldosivi                | Argentina           | 2019-2021           | 22  | 3  | 0,09  |
| Central Córdoba (SdE)   | Argentina           | 2022                | 16  | 0  | 0,00  |
| San Martín (SJ)         | Argentina           | 2023                | 31  | 5  | 0,16  |
| Sport Boys              | Perú                | 2024                | 16  | 1  | 0,02  |
| Real Estelí Fútbol Club | Nicaragua           | 2025 - Act.         | 12  | 2  | 0.17  |
| Total en su carrera     | Total en su carrera | Total en su carrera | 242 | 23 | 0.1   |